# UAC TurboTrain

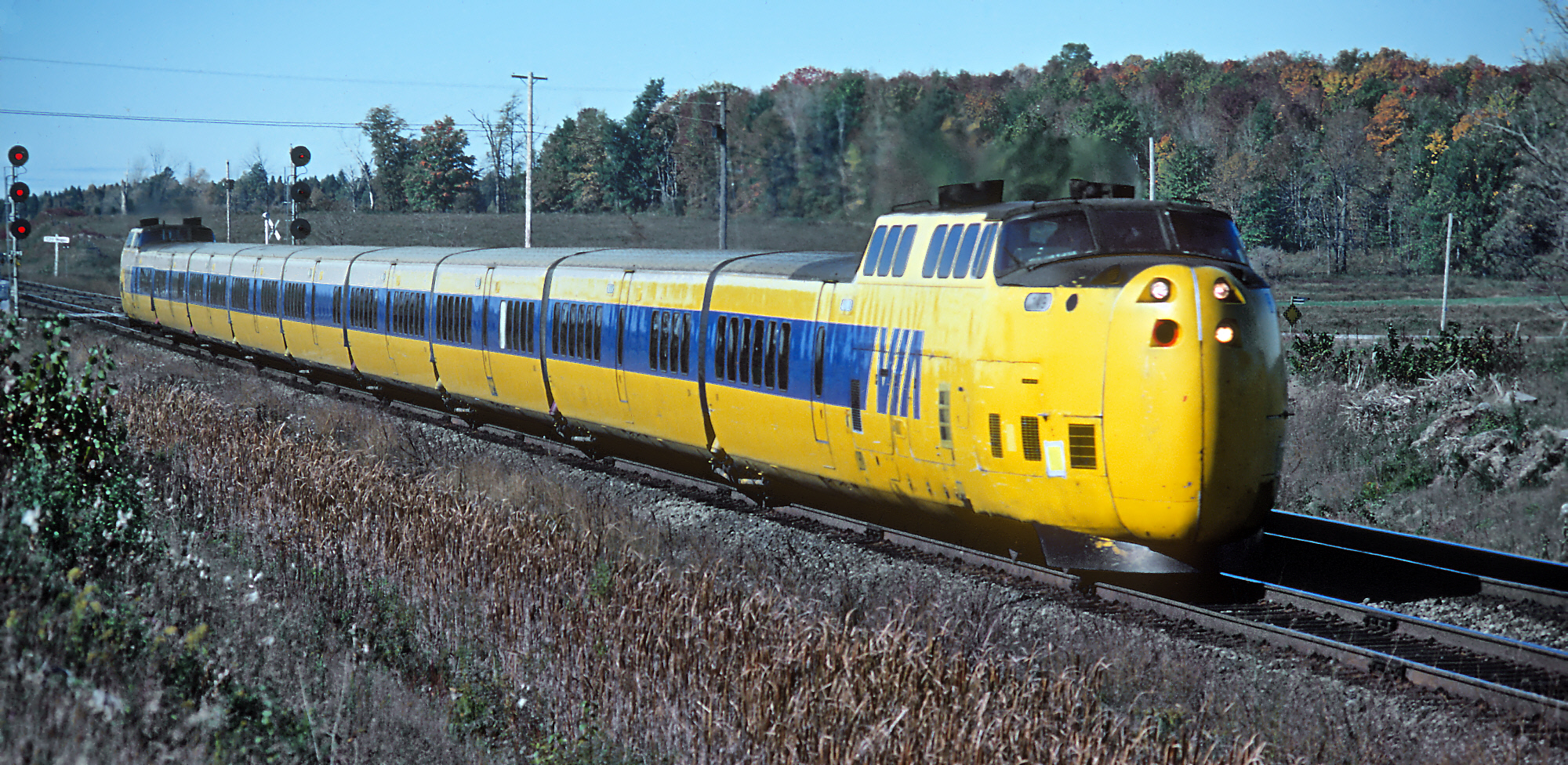
TurboTrain der VIA, 1980

Als TurboTrain werden von der United Aircraft Corporation entwickelte Hochgeschwindigkeitszüge mit Gasturbinenantrieb bezeichnet, die zwischen 1969 und 1976 in den USA sowie zwischen 1968 und 1982 in Kanada zum Einsatz kamen.

## Entwicklung
Im September 1965 verabschiedete der amerikanische Kongress das Gesetz High Speed Ground Transportation Act zur Förderung von Hochgeschwindigkeitsverkehr auf US-amerikanischen Bahnstrecken. Es bildete die Grundlage für das Northeast Corridor Demonstration Project, eine Public-Private-Partnership-Kooperation zwischen dem amerikanischen Verkehrsministerium und mehreren Bahngesellschaften zur Beschleunigung des Personenverkehrs auf der Schiene im Northeast Corridor Washington–New York–Boston. Zur Ablösung von mit Lokomotiven bespannten Zügen auf dem Abschnitt Washington–New York wurde die Beschaffung der Metroliner-Triebwagen beschlossen, während die United Aircraft Corporation (UAC) mit der Entwicklung eines durch Gasturbinen angetriebenen Triebzugs, des TurboTrain, für den Einsatz auf der damals nicht durchgängig elektrifizierten Verbindung New York–Boston beauftragt wurde. Im Januar 1966 wurden zwei dreiteilige Züge bestellt, die ab 1968 für zunächst zwei Jahre von UAC an das amerikanische Verkehrsministerium und die New Haven Railroad vermietet werden sollten. Im Mai 1966 orderte auch die Canadian National Railway fünf TurboTrains für ihre Leistungen zwischen Toronto und Montreal.

## Aufbau und Technik
Unter Berücksichtigung nicht realisierter Pläne der Chesapeake and Ohio Railway aus den 1950er-Jahren entwickelte UAC in weniger als zwei Jahren die TurboTrain-Triebzüge, die aus zwei motorisierten Endwagen (Triebköpfen) und einer variablen Anzahl von Zwischenwagen bestanden. In Anlehnung an den Flugzeugbau entstanden die stromlinienförmigen Fahrzeuge in Leichtbauweise aus Aluminium, wobei die Zwischenwagen auch durch die Verwendung von Jakobs-Drehgestellen rund 75 cm niedriger als konventionelle Eisenbahnwagen ausgeführt werden konnten. In den Triebköpfen wurden die Bedienplätze für die Lokführer sowie ein Observation Lounge bezeichnetes Abteil für Passagiere in einer aufgesetzten Kanzel angeordnet, die den Zügen ein markantes Aussehen verlieh und eine platzsparende Anordnung der Antriebsanlagen ermöglichte. Zudem war es dadurch möglich, einen durchgehenden Gang bis zur Zugspitze anzuordnen, wo ein Personenübergang zu einer zweiten gekuppelten TurboTrain-Einheiten eingerichtet wurde. Der Übergang war bei Nichtgebrauch durch seitlich klappbare Türen, die als Clamshells ‚Muschelschalen‘ bezeichnet wurden, verschlossen.
Mit dem Ziel, Kurven bei gleichbleibendem oder verbessertem Komfort für die Fahrgäste schneller durchfahren zu können, wurde der TurboTrain mit passiver Neigetechnik ausgerüstet. Hierfür wurde die Verbindung zwischen den Wagenkästen und dem Fahrwerksgestell erst oberhalb des Schwerpunkts der Wagen durch eine Aufhängung hergestellt. Die auch innen in Anlehnung an Flugzeuge gestalteten Personenwagen waren klimatisiert und standen unter leichtem Überdruck, um das Eindringen von Staub zu erschweren. Sowohl in den Zwischenwagen als auch in den Triebköpfen standen je nach Aufteilung rund 50 Sitzplätze zur Verfügung. Einzelne Wagen besaßen eine kleine Bordküche.
In den Triebköpfen befanden sich sieben Aufnahmeschächte für die mit Dieselkraftstoff betriebenen Gasturbinen des Typs ST6 (eine Variante des Flugzeugtriebwerks PT6) mit einer Leistung von je knapp 300 kW. Die Anzahl der tatsächlich eingebauten Turbinen richtete sich nach den Anforderungen. Während eine stets die Nebenbetriebe wie etwa die Klimaanlage bediente, waren die übrigen mit einem Generator verbunden, der wiederum die Fahrmotoren an den Radsätzen des außenliegenden Drehgestells des Triebkopfs versorgte. Da der Einsatz der Gasturbinen auf den unterirdischen Zulaufstrecken zum Grand Central Terminal und zur Penn Station in New York untersagt war, konnten die Fahrmotoren auch unter Nutzung der dort installierten seitlichen Stromschienen betrieben werden.
Die nominelle Höchstgeschwindigkeit des TurboTrain betrug 120 mph (193 km/h), im Betrieb wurden bis zu 160 km/h erreicht. Bei Testfahrten wurden diese Geschwindigkeiten jedoch deutlich übertroffen; so am 20. Dezember 1967 mit einem Spitzenwert von 170,8 mph (274,9 km/h). Am 22. April 1976 stellte ein TurboTrain mit 140,6 mph (226,2 km/h) auch den bis heute gültigen Geschwindigkeitsrekord für Schienenfahrzeuge in Kanada auf.

## Einsatz

### Vereinigte Staaten

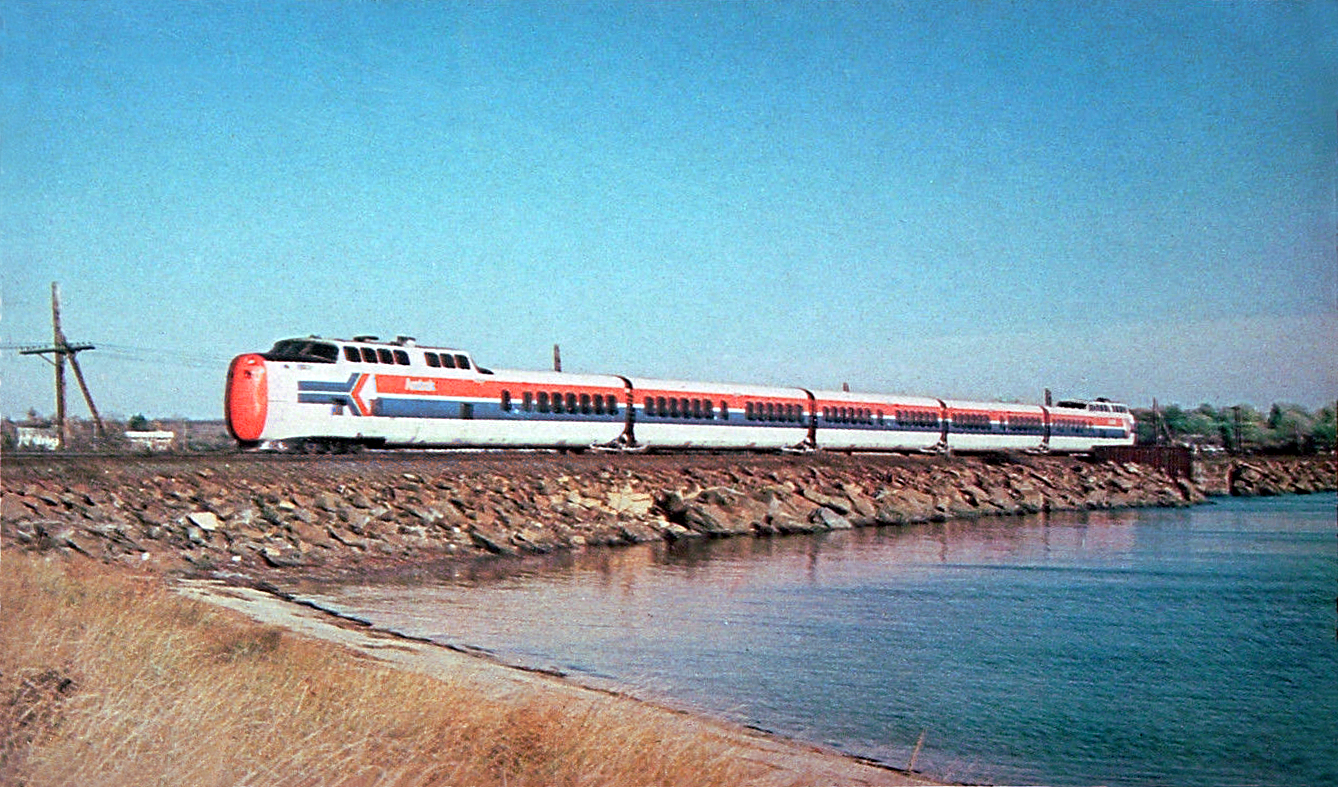
Amtrak-Turbotrain (1974)

Der erste der beiden vom amerikanischen Verkehrsministerium (Department of Transportation, DOT) bestellten TurboTrain-Züge verließ das von UAC mit der Montage beauftragte Pullman-Werk in Chicago bereits im Mai 1967, um umfangreiche Testfahrten zu unternehmen. Nach der Fertigstellung des zweiten Zuges erfolgte am 21. Oktober 1968 die Übergabe an das Verkehrsministerium und die New Haven Railroad. Planmäßige Einsätze absolvierten die Fahrzeuge jedoch erst nach der Behebung zahlreicher Kinderkrankheiten ab 8. April 1969. Sie ermöglichten eine Kürzung der Fahrzeit zwischen New York und Boston von 4 Stunden 15 Minuten auf 3 Stunden 39 Minuten, galten jedoch als unzuverlässig.
Betreiber der Züge war infolge der Insolvenz der New Haven Railroad ab 1. Januar 1969 zunächst die Penn Central, die ihren Schienenpersonenverkehr dann zum 1. Mai 1971 in die neu gegründete Amtrak einbrachte. Amtrak bestellte noch 1971 vier zusätzliche TurboTrain-Zwischenwagen bei UAC, um die bislang nur dreiteiligen Züge ab 1972 zu fünfteiligen Garnituren zu verlängern. Während das Verkehrsministerium am 29. Januar 1973 seinen Rückzug aus dem TurboTrain-Projekt bekannt gab und die Mietverträge für die beiden eigenen Züge infolgedessen an Amtrak übergingen, konnte Amtrak im selben Jahr eine zusätzliche vierteilige Garnitur aus Kanada erwerben. Die Züge wiesen jedoch weiterhin keine hohe Verfügbarkeit auf und waren ferner durch die geringe Kapazität teuer zu betreiben, so dass die Einsätze schließlich mit der letzten Fahrt am 8. September 1976 beendet und die Fahrzeuge ausgemustert wurden.

### Kanada

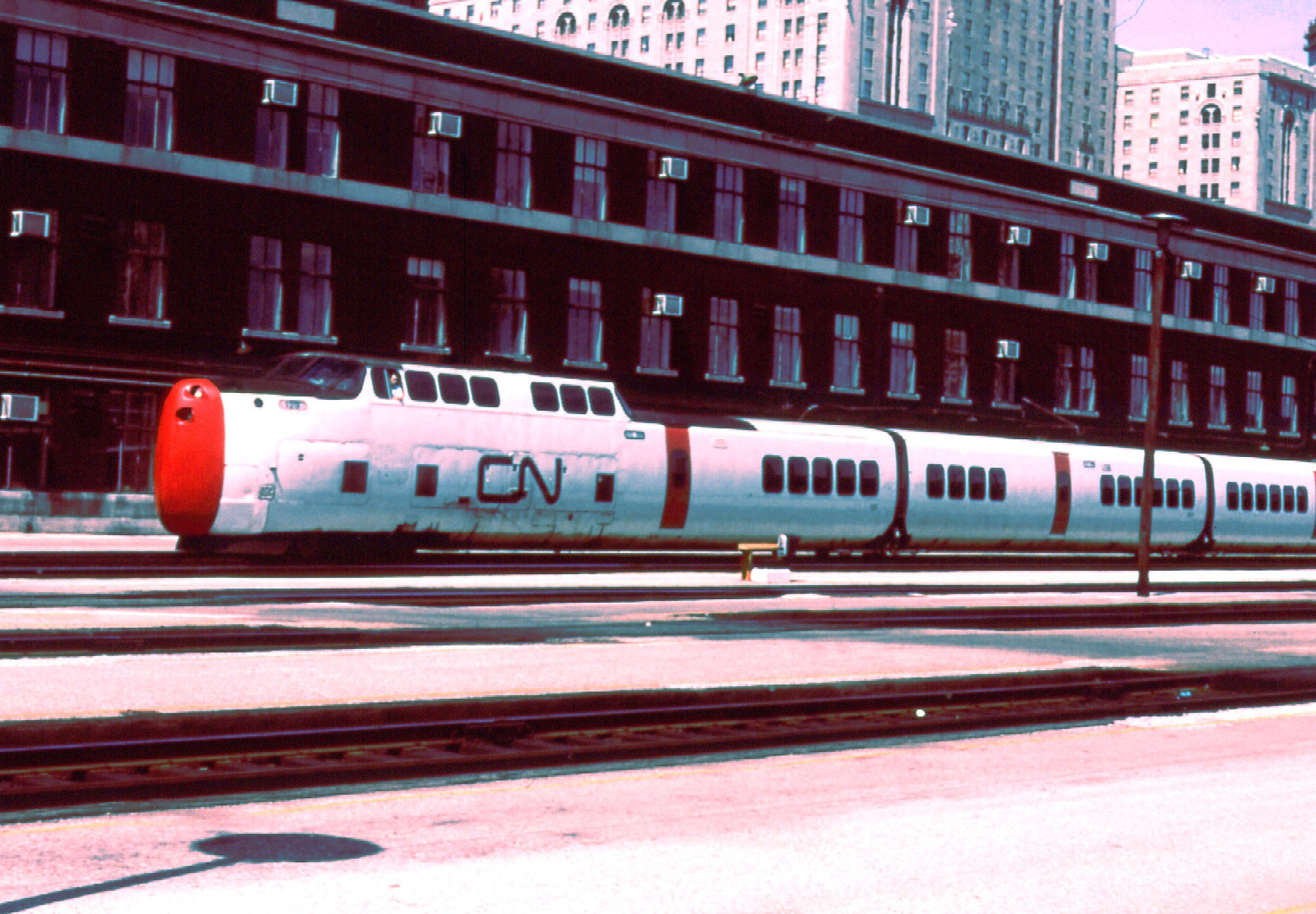
TurboTrain der CN 1975 in Toronto

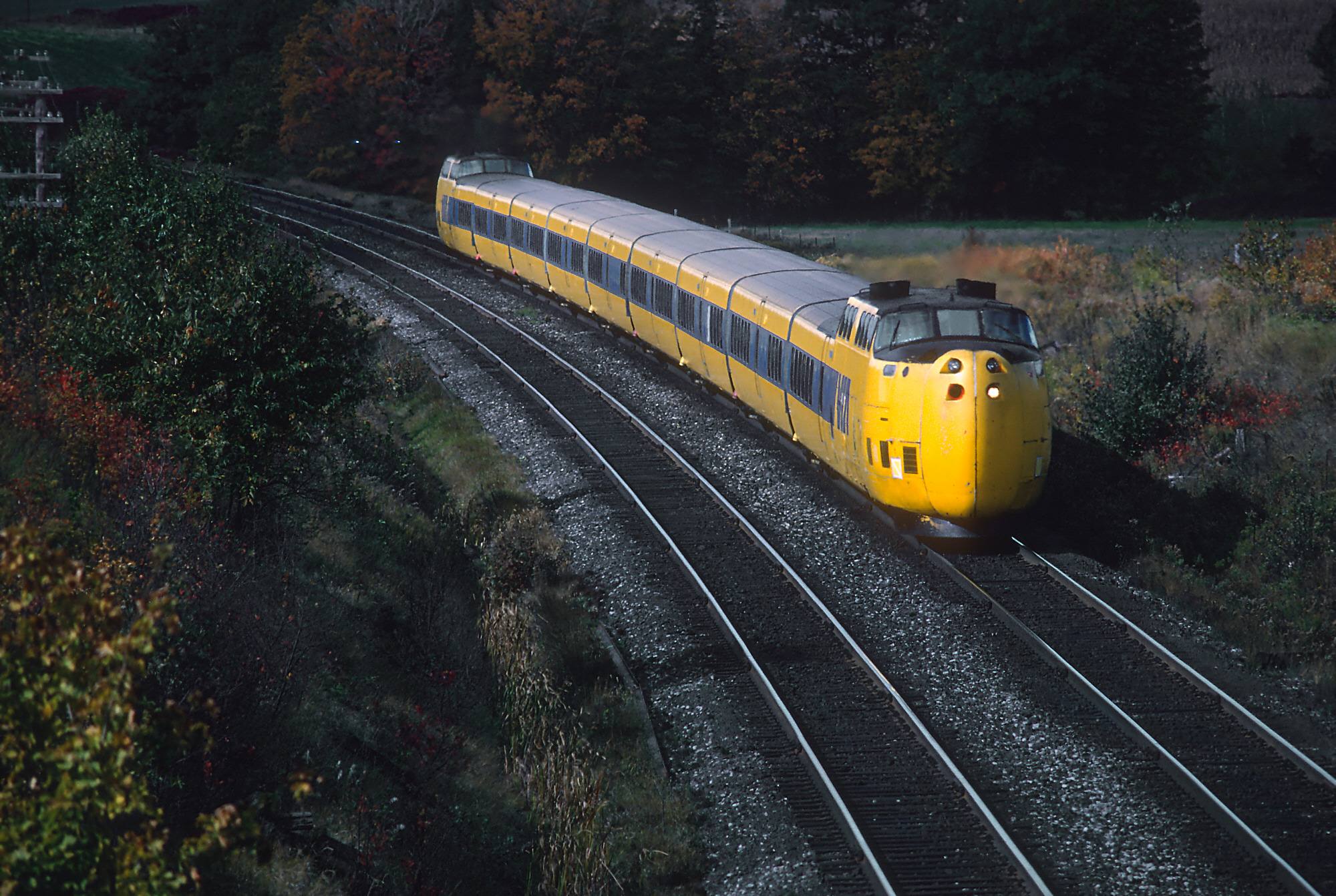
VIA-TurboTrain (1980)

Die von der Canadian National Railway (CN) für den Einsatz zwischen Toronto und Montreal bestellten fünf TurboTrain-Triebzüge wurden im Auftrag der UAC durch die Montreal Locomotive Works (MLW) montiert. Ursprünglich wurden siebenteilige Garnituren gebildet, die nach Bedarf zu 14-teiligen Zügen kombiniert werden sollten. Der erste Triebzug wurde im Dezember 1968 in Betrieb genommen und ermöglichte eine Verkürzung der Fahrzeit Toronto–Montreal von 4 Stunden 50 Minuten auf 3 Stunden 59 Minuten nach Fahrplan. Zunächst genügten die TurboTrain-Fahrzeuge den Anforderungen des Eisenbahn-Betriebs jedoch vor allem im Winter nicht (u. a. Einfrieren der Bremsen); zahlreiche Ausfälle waren die Folge. Nach einer Änderung des Einsatzkonzepts der CN wurden die Züge 1973 zu drei neunteiligen Garnituren zusammengestellt. Je zwei der somit überzähligen Triebköpfe und Mittelwagen wurden an Amtrak verkauft, eine weitere zum Verkauf vorgesehene Garnitur bei einem Unfall beschädigt.
Nach der Behebung der anfänglichen Mängel bewährten sich die dort unter dem Markennamen „Turbo“ eingesetzten Züge in Kanada und erreichten eine hohe Verfügbarkeit von bis zu 97 %. Die drei verbliebenen Garnituren der CN wurden 1978 an die nach dem Vorbild von Amtrak gegründete Bahngesellschaft VIA Rail Canada verkauft und weiterhin zwischen Toronto und Montreal eingesetzt, wo sie zwischen 1979 und 1982 schrittweise durch die neu beschafften LRC-Züge abgelöst und verschrottet wurden.